# Општина Руђинешти (Вранча)
Руђинешти (рум. Rugineşti) општина је у Румунији у округу Вранча.
Oпштина се налази на надморској висини од 175 m.